# Chromium OS
Chromium OS ist eine Linux-Distribution, bei der im Gegensatz zu Google ChromeOS der Quelltext frei verfügbar und nutzbar ist. Chromium OS enthält anstelle von Google Chrome den unter BSD-Lizenz stehenden Chromium-Browser. Neue ChromeOS-Versionen werden jeweils aus dem aktuellen Stand der Chromium OS-Entwicklung abgeleitet und um einige kommerzielle Programme wie Google Chrome, Adobe Flash, ein PDF-Plugin, Netflix-Instant und Google Hangouts ergänzt.

## Unterschiede zuGoogle ChromeOS
Als Basis haben beide Betriebssysteme denselben Quelltext des als Open-Source-Projekt entwickelten Chromium OS. Dennoch gibt es große Unterschiede:
- Google ChromeOS hat einige zusätzliche Firmware-Features, einschließlich Boot- und Wiederherstellungsfunktionen, die entsprechende Hardware-Spezifikationen erfordern und damit nicht in Chromium OS-Builds standardmäßig arbeiten.
- Google ChromeOS läuft auf speziell optimierter Hardware.
- Google ChromeOS wird von Google und seinen Partnern unterstützt, während Chromium OS von der Open-Source-Community unterstützt wird.
- Google ChromeOS enthält einige Binärpakete, die aus lizenzrechtlichen Gründen nicht ins Chromium OS-Projekt einbezogen werden dürfen. Eine unvollständige Liste gibt einige Beispiele:
  - Google Play Store
  - Google Talk
  - 3G-Mobilfunk-Unterstützung
  - Ältere Versionen von ChromeOS können proprietäre Synaptics-Touchpad-Treiber enthalten

Außerdem hat Google ChromeOS ein grün-gelb-rotes Logo, während das von Chromium OS aus verschiedenen Blautönen besteht.